# Liebesfuß
Als Liebesfuß (französisch pavillon d’amour) wird jener birnenförmige Schallbecher bezeichnet, der sich bei Doppelrohrblattinstrumenten wie der Oboe d’amore, dem Englischhorn und Heckelphon zu einer kleinen Öffnung verengt und damit im Sinne eines Schalldämpfers diesen Musikinstrumenten eine charakteristische, weiche Klangfarbe verleiht. Er ist das namensgebende Merkmal der Oboe d’amore, die in der Barockzeit neben anderen besonders lieblich klingenden Instrumenten (z. B. Viola d’amore) entwickelt wurde sowie der etwas später entwickelten, zwischenzeitlich ausgestorbenen und 2017 bis 2020 wiederbelebten Klarinette d’amore.
Einen etwas größeren und um 90 Grad abgewinkelten Liebesfuß, der sowohl nach vorne wie nach hinten gedreht werden kann (mittleres Foto), findet man auf historischen Bassettklarinetten, oder auch einer modernen Bassettklarinette, die dieses Detail von einer historischen Klarinette übernimmt.